# Isabelle Fack
Isabelle Fack, née le 28 septembre 1970, est une joueuse française de water-polo.

## Carrière
Avec l'équipe de France féminine de water-polo, Isabelle Fack est médaillée de bronze aux Championnats d'Europe 1987.